# Ramseröds naturreservat

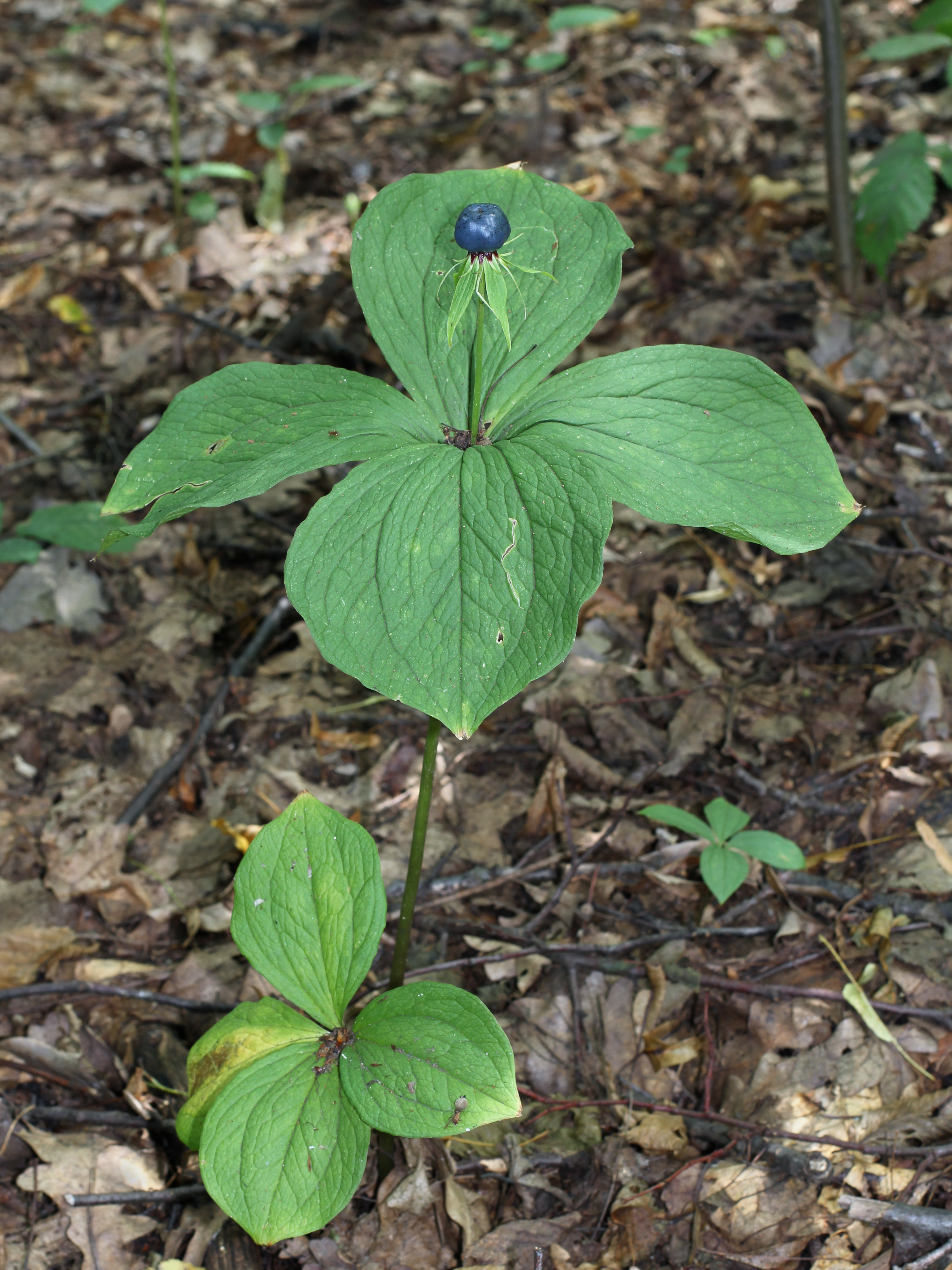
Ormbär

Ramseröd är ett naturreservat i Bäve socken i Uddevalla kommun i Bohuslän.
Reservatet är beläget några kilometer öster om Uddevalla och är 35 hektar stort. Det avsattes 1990 och består av en sprickdal. 
Flera skaljordsbankar finns i området. Detta har satt sin prägel på områdets flora av kalkkrävande växter. Där växer trolldruva, vätteros, springkorn, ormbär, blåsippa och gullpudra. Ormbunken strutbräken växer i en bäckravin i öster.